# Ant-Man and the Wasp (colonna sonora)
Ant-Man and the Wasp (Original Motion Picture Soundtrack) è la colonna sonora del film Ant-Man and the Wasp, prodotto dai Marvel Studios. La colonna sonora è stata composta da Christophe Beck, e l'album è stato pubblicato da Hollywood Records in formato digitale il 6 luglio 2018.

## Produzione
Nel giugno 2017, Peyton Reed, il regista di Ant-Man and the Wasp, confermò che Christophe Beck, che fu compositore della colonna sonora di Ant-Man, sarebbe ritornato per Ant-Man and the Wasp. Beck ha ripreso il tema principale di Ant-Man, e ne ha scritto uno nuovo per Hope van Dyne / Wasp che voleva che fosse "di alta energia" e che mostrasse che ella è più sicura delle sue abilità rispetto a Scott Lang / Ant-Man. Nella scelta tra questi temi per scene specifiche del film, Beck tentò di scegliere il tema di Wasp più spesso in modo tale da esserci "abbastanza novità nella colonna sonora da percepire che stia percorrendo nuove strade, non solo le stesse." Hollywood Records e Marvel Music hanno pubblicato la album con la colonna sonora in formato digitale il 6 luglio 2018.

## Tracce
Tutte le tracce sono state composte da Christophe Beck.
1. It Ain’t Over Till the Wasp Lady Stings – 2:34
2. Prologue – 3:42
3. Ghost in the Machine – 1:15
4. World’s Greatest Grandma – 1:34
5. A Little Nudge – 3:49
6. Feds – 2:47
7. Ava’s Story – 4:36
8. Wings & Blasters – 1:55
9. Utmost Ghost – 2:28
10. Tracker Swarm – 1:27
11. Cautious as a Hurricane – 2:47
12. Misdirection – 2:38
13. Quantum Leap – 2:53
14. I Shrink, Therefore I Am – 1:57
15. Partners – 1:52
16. Windshield Wipeout – 1:37
17. Hot Wheels – 1:38
18. Revivification – 2:50
19. A Flock of Seagulls – 1:07
20. San Francisco Giant – 0:45
21. Ghost = Toast – 2:54
22. Reduce Yourself – 1:41
23. Quit Screwing Around – 0:46
24. Anthropodie – 4:16
25. Baba Yaga Lullaby (featuring David Dastmalchian) – 0:25

Durata totale: 56:13

### Altre tracce
Una canzone aggiuntiva, "Come On Get Happy" di The Partridge Family, è presente nel film, ma non è stata inclusa nell'album.